# Ikedzsiri Maju
Ikedzsiri Maju (池尻 茉由) (Kumamoto prefektúra, 1996. december 19. –) japán válogatott labdarúgó.

## Klub
A labdarúgást a Suwon UDC WFC csapatában kezdte. 2020-ban a Mynavi Sendai csapatához szerződött.

## Nemzeti válogatott
2019-ben debütált a japán válogatottban. A japán válogatottban 7 mérkőzést játszott.

## Statisztika
| Japán válogatott | Japán válogatott | Japán válogatott |
| Időszak          | Mérk.            | gól              |
| ---------------- | ---------------- | ---------------- |
| 2019             | 6                | 2                |
| 2020             | 1                | 0                |
| Összesen         | 7                | 2                |